# Parque Jacarandá
O Parque Jacarandá, anteriormente conhecido como Bosque do Jacarandá, é um parque localizado no município de Uberaba, no estado de Minas Gerais. Inaugurado em 1966, serviu originalmente como um bosque municipal, passando para a categoria de zoológico após adequações e credenciamento junto ao IBAMA, em novembro de 1991. Posteriormente, foi utilizado como local de recreação, conservação, e educação ambiental. Situado em uma área de 33.000 m², o parque abriga uma mata com vegetação nativa que inclui espécies típicas do cerrado e da mata atlântica, além de recursos hídricos como nascentes.
Em 2020, o parque foi desativado para atividades zoológicas, sendo posteriormente fechado de forma permanente devido ao impacto ambiental causado aos animais pela urbanização do entorno. Atualmente, o local está voltado exclusivamente para a visitação.

## Características
A mata nativa do parque inclui espécies frutíferas e de madeira de lei, como o jatobá, a jaca, a amoreira e a mangueira. O antigo mini-zoológico abrigava animais endêmicos e típicos do cerrado, alguns deles ameaçados de extinção, como o lobo-guará, tartarugas, jaguatiricas, aves, macacos e répteis.

## Fechamento e Transferência de Animais
Até o início da pandemia de COVID-19, o bosque abrigava aproximadamente 16 animais. Estudos sobre o bem-estar animal e questões relacionadas concluíram que o zoológico estava localizado em uma área consideravelmente urbanizada, aumentando o potencial de estresse para os animais. Em cumprimento ao Termo de Compromisso (TC) assinado entre a Prefeitura e o Ministério Público de Minas Gerais, a transferência dos animais para outros locais começou em 2019.
Os animais mais jovens foram relocados para outras áreas dentro do município e para lugares como o Parque Arruda Câmara, em João Pessoa. Já os indivíduos mais velhos foram mantidos no local até o fim de seus ciclos biológicos.